# Rincón de San Ginés
Rincón de San Ginés és un districte del municipi espanyol Cartagena. Ell se troba al surest del territori municipal i confina amb el Mar Menor i la mar Mediterrània. Hi habiten 9969 persones en l'any 2016.

## Demografia
En aquest territori habiten 9969 persones el 2016. Elles viuen en les localitats Los nietos on resideixen 959 persones, Cabo de Palos on viuen 1054, San Ginés habitada per 2582 persones, Los Belones que té 2309 habitants, Cala Reona amb 694 habitants, Atamaría on habiten 380 persones, Cobaticas on viuen 40, El Mojón que té 265 habitants, Las Barracas amb 172, Islas Menores on resideixen 186 persones, Mar de Cristal on viuen 461, i el Sabinar on resideixen 6 persones; amb altres poblacions.

## Història
Al Paleolític hi habia presència humana. Proves d'aquest fet són la cova Victoria i els abrics de Los Déntoles. Al Neolític hi havia poblats d'entitat també i les seves evidències són la cova de Los Pájaros, la cova de Los Mejillones i el jaciment arqueològic Las Amoladeras.
En l'Edat del Bronze hi estava la civilització argàrica. Concretament en el mil·lenni II abans del naixement de Crist. Un assentament argèric és la Cala del Pino. Després dels argàrics, hi habia presència de la civilització íbera. Un jaciment arqueològic seu és Los Nietos, que és una necròpolis.
A l'època romana, se trobaba la civilització romana. Ells posaren pòsits amb el jaciment miner El Castillet. Durant l'ocupació musulmana de la península Ibèrica, hi habia presència també, però aqueix lloc no era rellevants, doncs ne hi ha restes arqueològiques.
Després de la repoblació cristiana aquest territori era encara un lloc poc habitat. Hi havia moltes accions dels corsaris. Els seus prats eran terrenys que no tenien amo.
Al final del segle xvi se trobaba a Cabo de Palos una almadrava i a Calblanque una xarxa de pescar que se llaça des de la platja.
Al segle xviii el municipi Cartagena se divide en 17 diputacions o partits i entre ells el de San Ginés.